# Toscana (jeu de société)
Pour les articles homonymes, voir Toscana (homonymie).
Toscana est un jeu de société crée par Niek Neuwahl en 2001 et édité par Piatnik et Venice Connection.
Pour 2 joueurs, à partir de 10 ans, durée environ 30 minutes.

## Principe général
Construire ensemble une ville, l'un des joueurs essayant de construire le plus grand bâtiment possible, l'autre la plus grande cour possible.

## Règle du jeu

### Matériel
- 1 tablier de 17x17 cases
- 16 tuiles avec 6 cours et 2 bâtiments
- 16 tuiles avec 6 bâtiments et 2 cours
- 2 jetons de veto
- 30 jetons de marque

### Mise en place
L'un des joueurs prend les tuiles cours, l'autre les tuiles bâtiments. Chaque joueur brouille son paquet qu'il pose face visible.

### But du jeu
Posséder à la fin de la partie
- pour l'un la plus grande cour

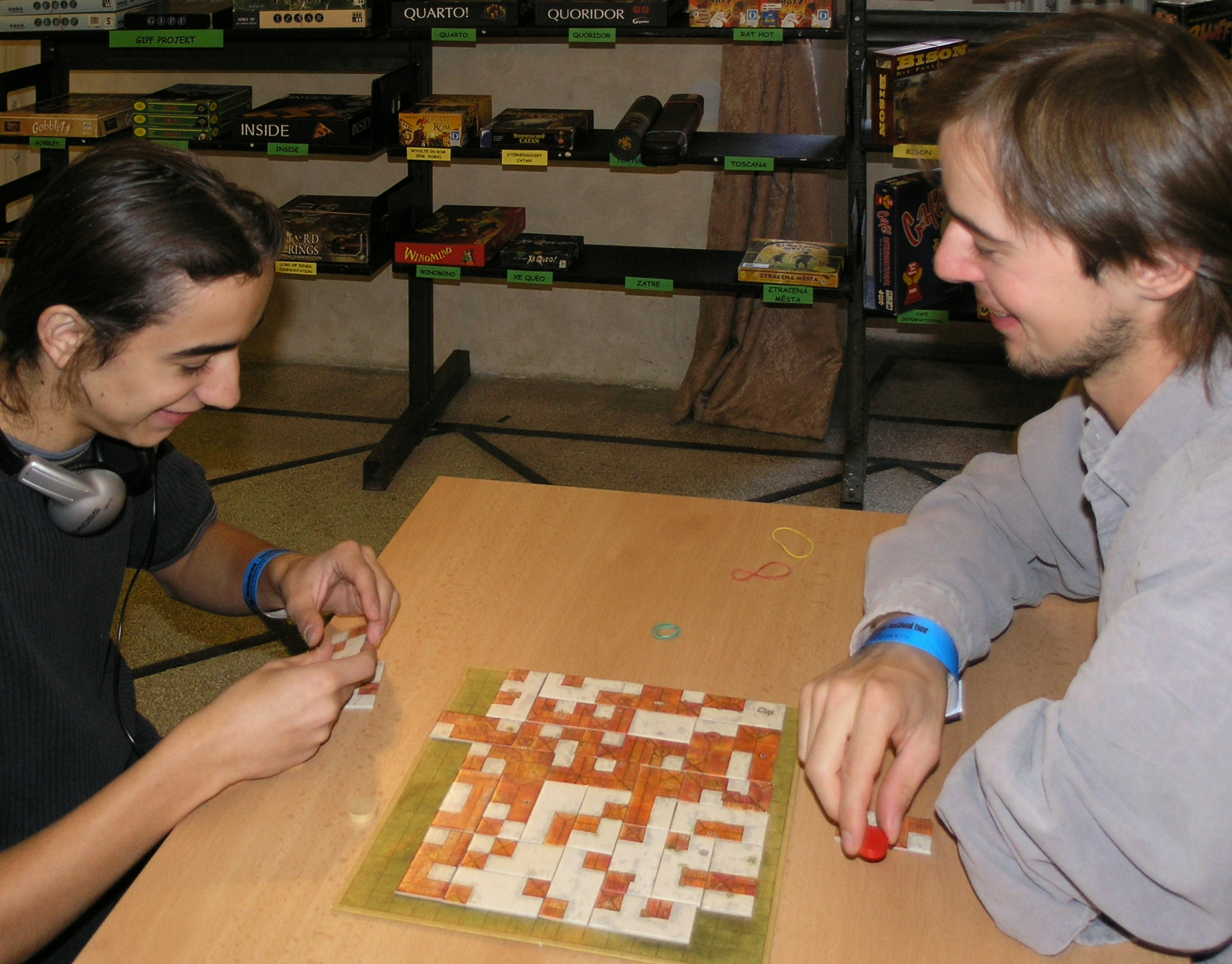
Toscana

- pour l'autre le plus grand bâtiment

La taille est déterminée par le nombre de tuiles composant cette cour ou ce bâtiment.

### Déroulement
- À tour de rôle, les joueurs posent leur tuile.
- Une seule contrainte : la couleur dominante de la tuile doit toucher par la même couleur une tuile déjà posée.
- Il faut bien sûr respecter le quadrillage du tablier, mais les tuiles peuvent être posées dans n'importe quelle orientation et être décalées par rapport aux autres tuiles de 1, 2 ou 3 carrés de base. Il est autorisé de créer des espaces qui ne pourront pas être comblés.
- Lorsqu'un joueur ne peut pas jouer, il passe simplement son tour.

Une fois dans la partie, chaque joueur peut mettre son veto à la pièce qui va être jouée. L'adversaire doit alors retirer cette tuile du dessus de sa pioche et la passer en dessous.

### Fin de partie et vainqueur
Lorsque les deux joueurs passent, la partie est terminée et on compte les points.
Dans l'exemple ci-contre :
- le plus grand bâtiment est constitué de 5 tuiles : les numéros 1, 2, 4, 7 et 8
- la plus grande cour comporte également 5 tuiles : les numéros 2, 3, 5, 6 et 9.

La tuile numéro 2 est décomptée pour chacun des deux joueurs.